# Misster
MISSTER 是台灣一個中性女子演唱團體，由「星光二班」選秀成名的戴安娜領軍，於2011年2月25日正式出道至今，所屬經紀公司為女帝娛樂。
女帝娛樂是前成員戴安娜與友人合辦的經紀公司。

## 成員介紹

### 現任成員

#### 賴紫綸（紫綸Araon）
- 生日：11月1日
- 精通語言：華語、英語
- 學歷：華岡藝校（西洋音樂）
  - 追求完美主義的人，做任何事都是抱持著認真的態度，一旦出現目標，就是勇往直前，不會認輸！座右銘：「若是英雄怎麼能不懂寂寞」，在光鮮亮麗的背後，總有孤獨寂寞和不得人知的辛苦，這些努力的過程，是造就成功的原動力。
- 第二屆Miss Mr.中性定調選秀 第二名

#### 陳瑾怡（球球Tristan）
- Misster內擔任舞蹈小老師
- 生日：4月29日
- 精通語言：華語、英語
- 學歷：世新大學新聞系國際傳播組
  - 喜歡音樂和舞蹈，從小活蹦亂跳，是個天馬行空的大孩子。最喜愛的音樂類型-R＆B、POP、HIP HOP；最大夢想，能去LA學舞；最欣賞黑人，他們總是可以很自然表露音樂的節奏與美感，再加上舞蹈能帶給很多靈感與感動。喜歡一切有關球類運動，也樂於嘗試各種新事物。
- 第一、二屆Miss Mr.中性定調選秀 舞蹈老師
- HRC舞蹈生活館 舞蹈老師

#### 王哲巧（哲巧Chiao）
- 生日：11月27日
- 精通語言：華語、英語
- 學歷：北一女、世新大學廣電系
- 是太魯閣的原住民。
  - 小學及中學均讀音樂班，在古典音樂的環境中長大，主修中提琴、副修鋼琴；看歌劇和音樂劇，是學生時期最喜歡的休閒娛樂；直到高中時加入了熱音社，古典與流行音樂碰撞出了火花，一直希望能結合古典的優美、深度，創造更不一樣的音樂或是作品。
- 負責歌曲《鋼鐵人》小提琴部分。
- 第二屆Miss Mr.中性定調選秀 第一名

#### 潘怡萱（牛奶Milk）
- 生日：12月5日
- 精通語言：華語
- 學歷：臺北城市科技大學
  - 個性較慢熱，從小就熱愛運動，喜歡嘗試各種不同的新事物。例如挑戰較危險的極限腳踏車。很喜歡音樂，尤其是節奏快的歌，聽到身體就會不由自主的擺動，而Miss Mr中性定調選秀讓我有機會開始認識舞蹈，也是在我人生中很重要的一場比賽。能夠站在舞台上表演是我從小到大的夢想，現在的我正努力朝著目標前進。
- 第一屆Miss Mr.中性定調選秀 第二名

### 已退隊成員

#### 戴安娜（Jin）
- Misster前任團長及主音
- 生日：1982年11月1日
- 精通語言：華語、英語
- 學歷：Thomas Haney Secondary School；International Academy Of Design
  - 從小移民去加拿大後，對流行音樂開始有了興趣，小時候學習古典鋼琴，小提琴；上高中之後開始學習吉他，大學時期獨自搬去多倫多就讀錄音工程，也在當地遇到很多音樂製作上的天才開始了自己寫歌、做曲的日子；2004年的5月1回到台灣希望能在亞洲發展自己的音樂理念，給人不同新的感覺。(2012年在微博宣佈退出Misster)[1]
- Miss Mr.中性定調選秀 主辦人

## 作品

### 音樂作品
| 專輯 | 專輯資料                                                  | 曲目                                                                                   |
| ---- | --------------------------------------------------------- | -------------------------------------------------------------------------------------- |
| 1st  | 首張專輯《特先生》 - 發行日期：2011年2月25日 - 語言：華語 | 曲目 1. Bomb Bomb Bomb 2. 玩夠沒 3. Stay 4. 超級愛人 5. 鋼鐵人 6. 換我保護妳 7. 第一者 |

## 外部連結
- （中文）MISSTER特先生 官方部落格 （页面存档备份，存于）
- （中文）MISSTER特先生 官方FACEBOOK （页面存档备份，存于）
- （中文）MISSTER 特先生 Offical Channe （页面存档备份，存于）
- （中文）戴安娜JIN 微博 （页面存档备份，存于）
- （中文）MISSTER賴紫綸微博 （页面存档备份，存于）
- （中文）MISSTER球球-LILBO微博
- （中文）MISSTER哲巧微博
- （中文）MISSTER牛奶微博